# Victoire de l'album révélation de l'année
La Victoire de l'album révélation de l'année est une récompense musicale française décernée annuellement lors des Victoires de la musique entre 2001 et 2010, puis à nouveau à partir de 2014. Elle vient primer le meilleur album d'un artiste de musique de variétés révélé durant l'année, selon les critères d'un collège de professionnels.

## Palmarès

### Années 2000
- 2001 : Mieux qu'ici-bas d'Isabelle Boulay
- 2002 : Rose Kennedy de Benjamin Biolay
- 2003 : Vincent Delerm de Vincent Delerm
- 2004 : Le Chemin de Kyo
- 2005 : Crèvecœur de Daniel Darc et Le Rêve ou la Vie de Ridan
- 2006 : Le Fil de Camille
- 2007 : Midi 20 de Grand Corps Malade[1]
- 2008 : Repenti de Renan Luce
- 2009 : Ersatz de Julien Doré

### Années 2010
- 2010 : Tree of Life de Yodelice
- 2011 à 2013 : non décerné
- 2014 : Psycho Tropical Berlin de La Femme
- 2015 : Mini World d'Indila
- 2016 : Chambre 12 de Louane
- 2017 : Les Conquêtes de Radio Elvis
- 2018 : Petite Amie de Juliette Armanet
- 2019 : Brol d'Angèle

### Années 2020
- 2020 : Les Failles de Pomme